# Низинне (Амурська область)
Низинне (рос. Низинное) — село, підпорядковане місту Бєлогорську Бєлогорському районі Амурської області Російської Федерації. Розташоване на території українського історичного та етнічного краю Зелений Клин.
Входить до складу муніципального утворення Міський округ Бєлогорськ. Населення становить 472 особи (2018).

## Населення
| 2002 | 2009 | 2010 | 2012 | 2013 | 2014 | 2015 |
| ---- | ---- | ---- | ---- | ---- | ---- | ---- |
| 511  | ↘467 | →467 | ↘459 | ↗465 | ↗469 | ↗471 |
| 2016 | 2017 | 2018 |      |      |      |      |
| →471 | ↗472 | →472 |      |      |      |      |